# Roman Balashov
Roman Vladimirovich Balashov (Moscou, 9 de fevereiro de 1977) é um jogador de polo aquático russo, medalhista olímpico.

## Carreira
Roman Balashov fez parte do elenco medalha de prata de Sydney 2000, e bronze em Atenas 2004.